# منتی‌سالو
مّنْتی‌سالو (به فنلاندی: Mäntysalo) یک منطقهٔ مسکونی در فنلاند است که در کلاوککالا واقع شده‌است.